# Pilocrocis roxonalis
Pilocrocis roxonalis là một loài bướm đêm trong họ Crambidae.